# Simnel cake

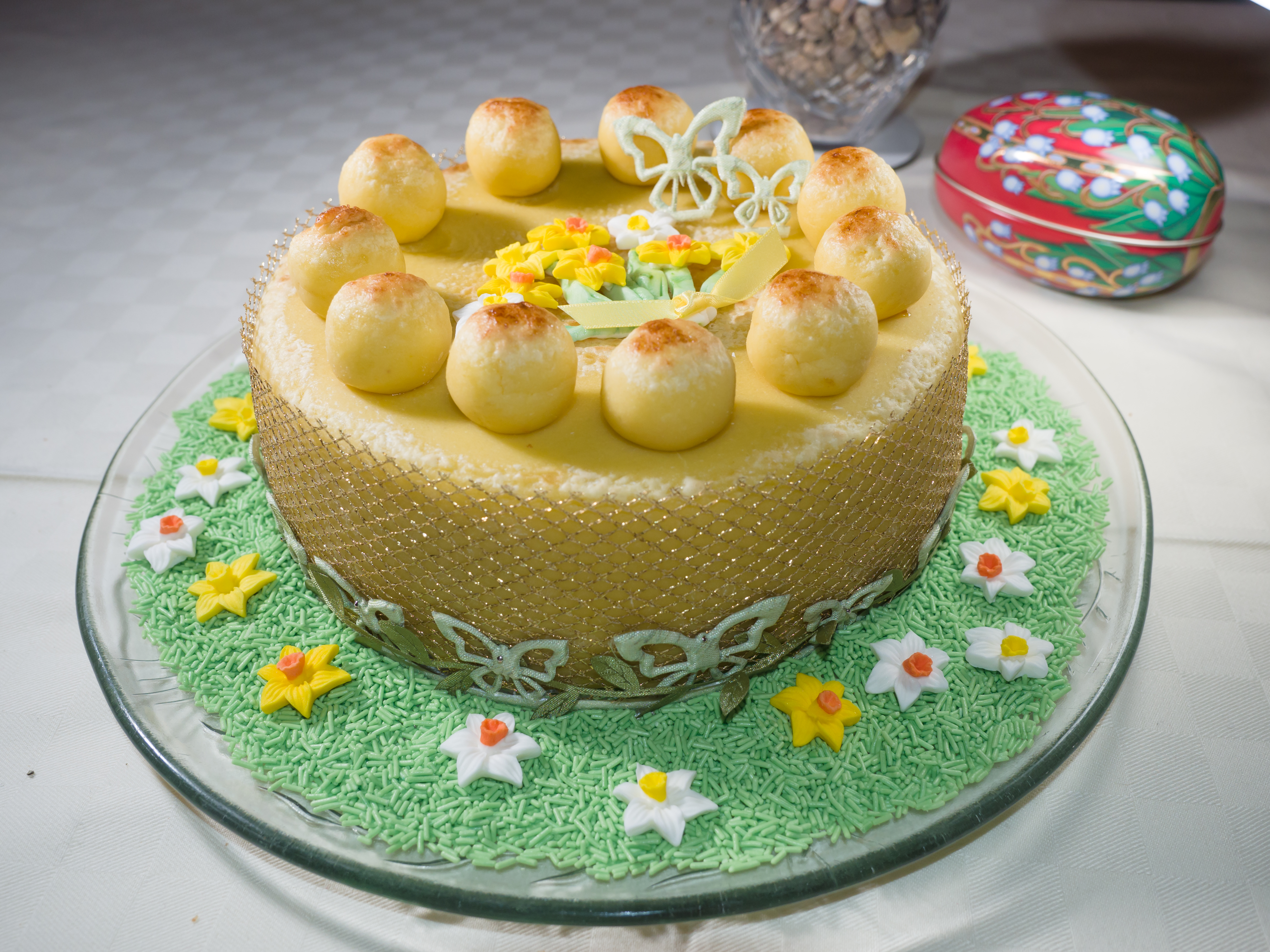
Simnel cake

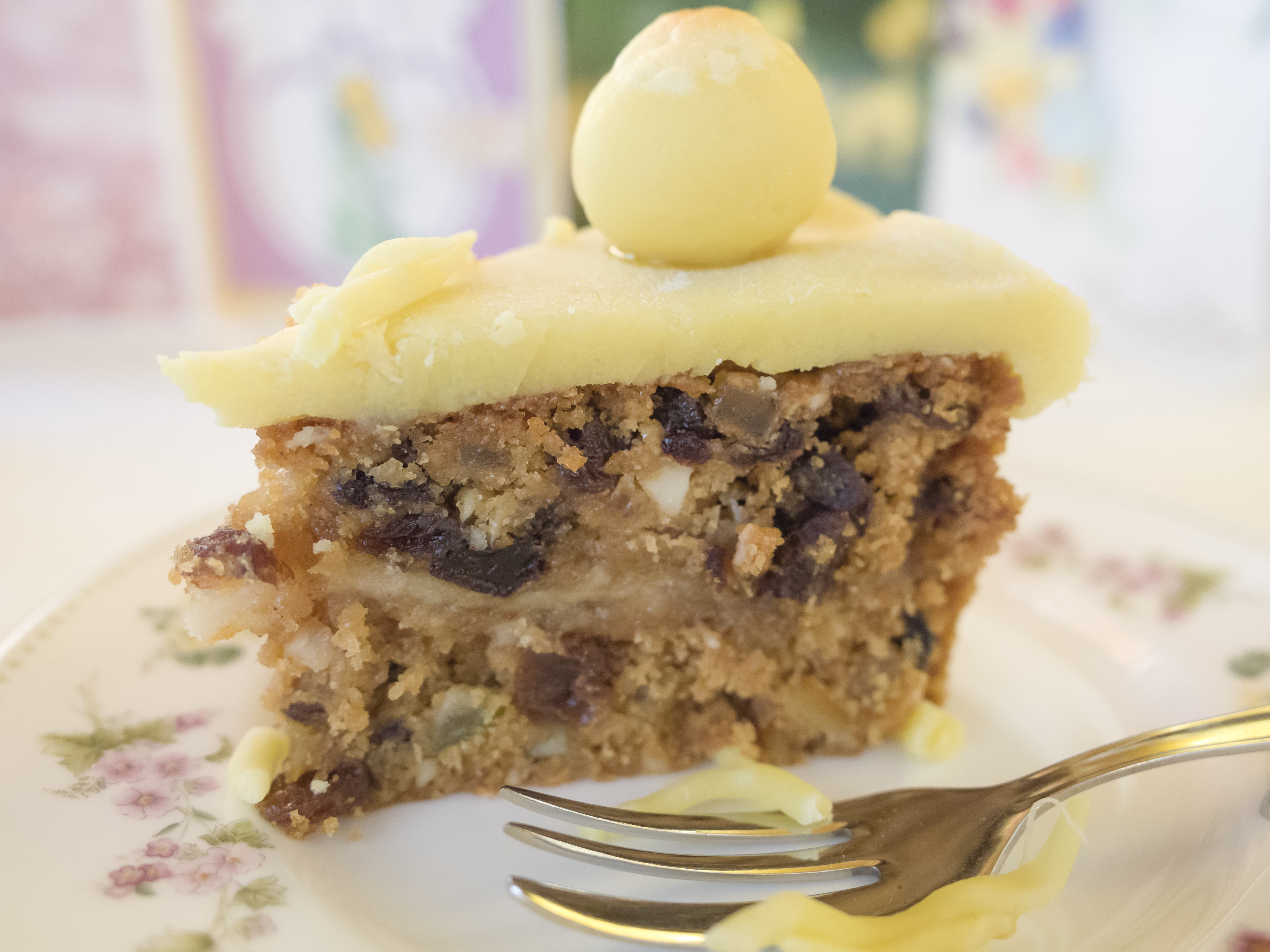
Simnel cake (Stück)

Simnel cake ist ein britischer traditioneller Kuchen für Ostern, der ursprünglich zur Feier des Mothering Sunday hergestellt wurde. Der heutige Simnel-Kuchen hat eine Schicht Marzipan in der Mitte eingebacken und wird oben mit Marzipan überzogen sowie mit kleinen Marzipan-Kugeln dekoriert. Der Belag wird unter dem Grill oder in einem heißen Ofen glasiert, bis er leicht gebräunt ist. Das Rezept hat sich über die Jahrzehnte aus verschiedenen alten und regionalen Spezialitäten entwickelt, die aus Trockenfrüchten und Gewürzen bestehen und manchmal aus Brotteig hergestellt werden. Das Wort simnel stammt aus dem altfranzösischen simenel, das vom lateinischen simila für ‚feines Mehl‘ stammt. Simnel-Kuchen, dessen Geschichte bis ins 17. Jahrhundert zurückreicht, wurde einst mit Safran gefärbt.

## Geschichte
Ursprünglich war Simnel im Mittelalter ein leichtes biskuitähnliches Brot aus feinem Mehl, das zuerst gekocht und dann gebacken wurde. Während des Mittelalters wurden Simnels offiziell in den Tabellen des Assize of Bread (ein Gesetz zur Regulierung des Brotgewichts) geführt. Gegen Ende des 17. Jahrhunderts wurde der Name dann auf ein reichhaltiges Früchtebrot mit einer Schicht Marzipan in der Mitte übertragen, das für den Mothering Sunday gemacht wurde. Am Mothering Sunday (dem vierten Sonntag in der Fastenzeit) wurde es als Geschenk für Kinder im Dienst gemacht, als ihnen eine Auszeit gewährt wurde, um in ihre Elternhäuser zurückzukehren.